# Сигнальный пистолет

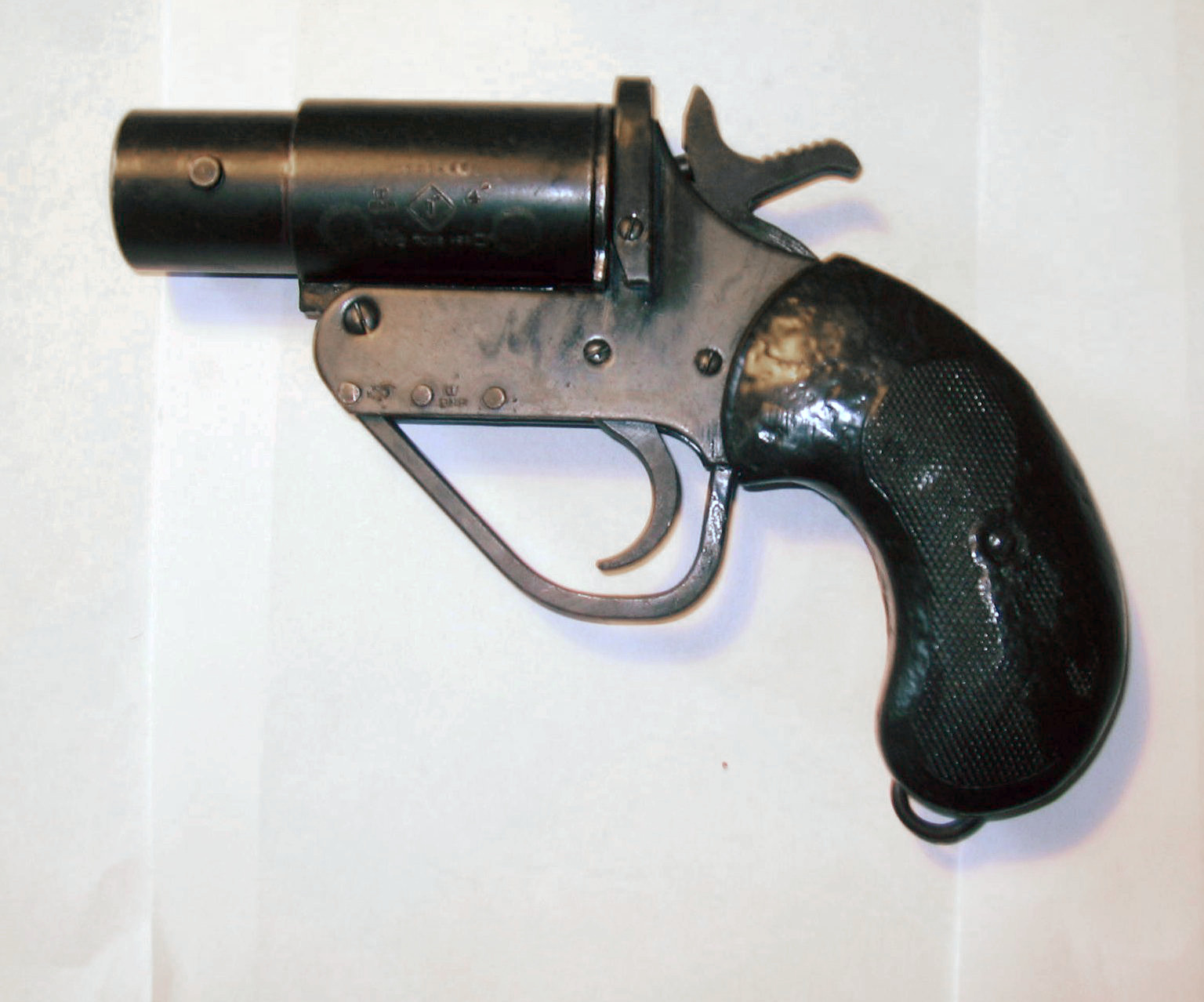
Сигнальный пистолет Молинс №1, 1940 год

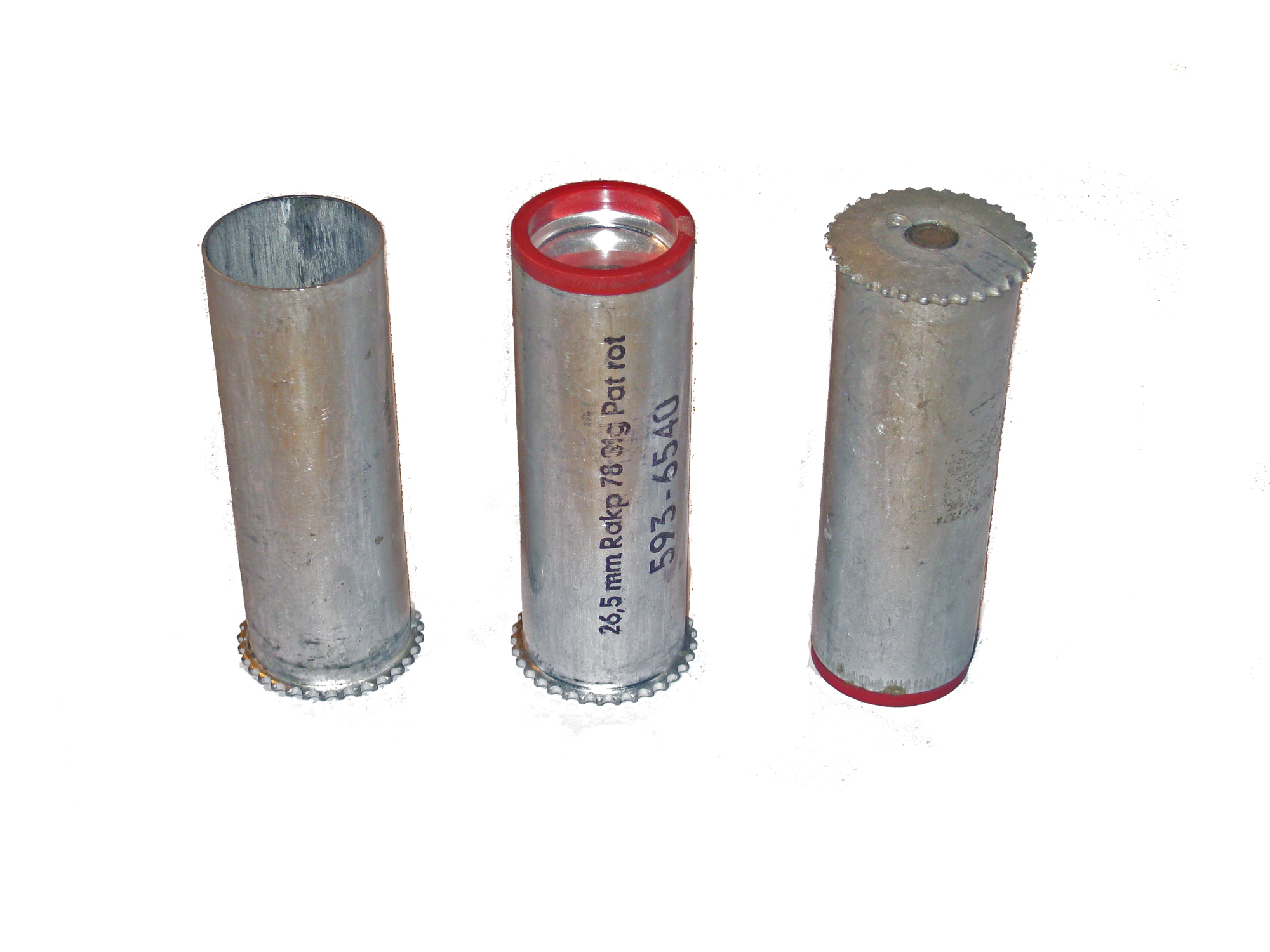
Красный сигнальный патрон

Сигнальный пистолет, разг. раке́тница — пистолет для стрельбы сигнальными, осветительными и осветительно-сигнальными патронами. Обычно используется для подачи сигналов в целях управления или сообщения, но также может использоваться для иных целей: стрельбы зажигательными гранатами, газовыми патронами.
Сигнальным также часто называют стартовый пистолет, предназначенный для подачи звуковых сигналов (громких хлопков).

## История
Первые сигнальные пистолеты появились в 70-х годах 19 века (пистолет Вери) в военно-морском флоте США. В сухопутной армии появление сигнальных пистолетов произошло несколько позже, преимущественно уже в начале 20 века и в годы Первой Мировой войны и было продиктовано стремлением скоординировать действия отдельных частей и родов войск (пехоты и артиллерии) на значительном расстоянии. Для этого применялись ярко горящие ракеты различных цветов, составляющие сигнал или комбинацию сигналов.
Во флоте помимо подачи сигналов ракетницы также нашли применение для метания линя на берег или терпящее бедствие судно. В таких случаях снарядом служила специальная «кошка», к которой крепился разматывающийся линь. «Кошка» заряжалась с дула, а метательный патрон — с казённой части. Эта разновидность ракетницы называется «линемёт».

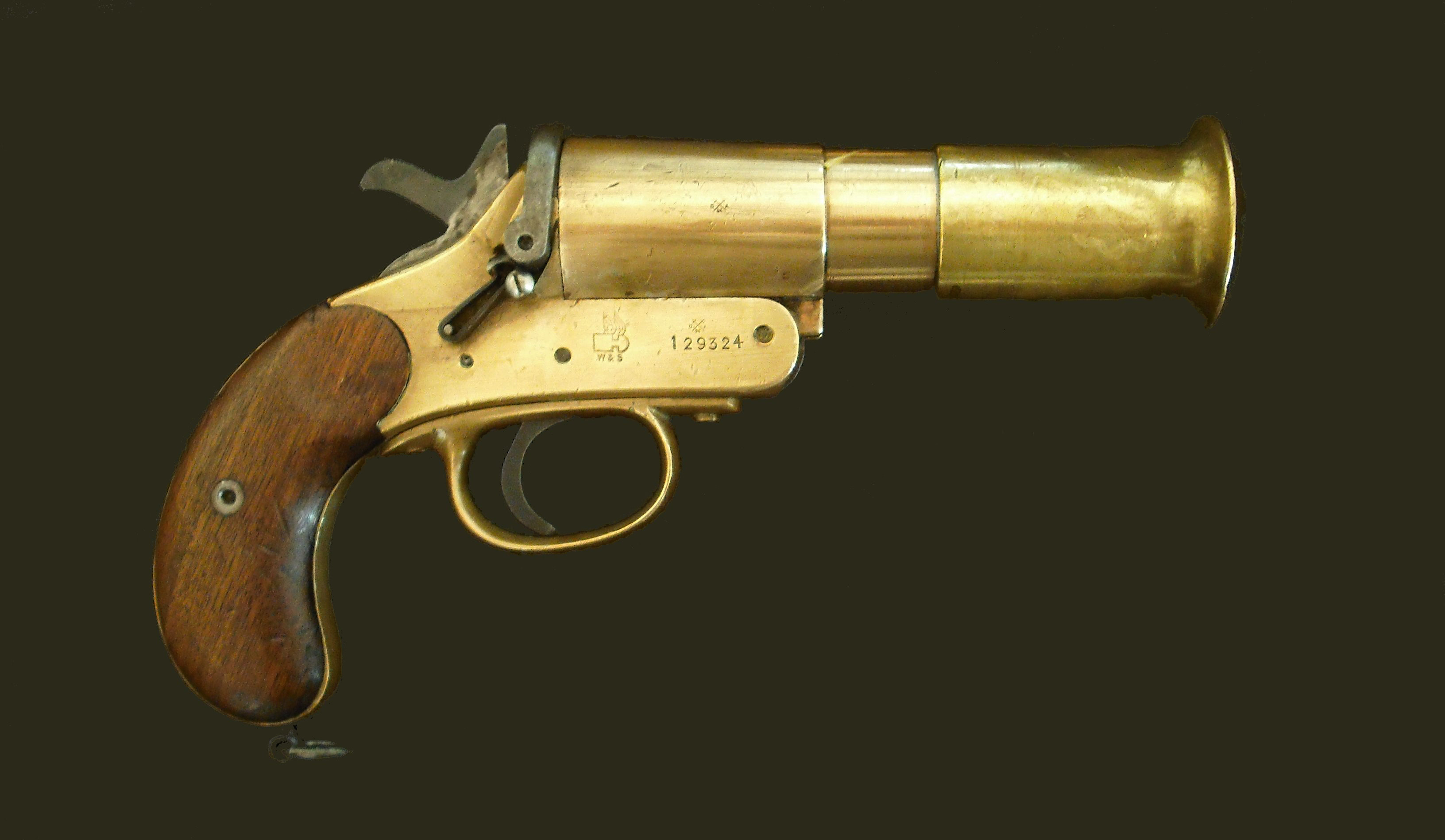
Webley & Scott Mk III — британский сигнальный пистолет времен Первой мировой войны

Сигнальный пистолет не предназначен для применения как оружие, но может использоваться в таком качестве (в частности, в годы Второй Мировой войны в немецкой армии был создан на базе сигнального пистолета гранатомёт пистолетного типа Kampfpistole). Кроме того, на гражданском рынке существуют вкладыши в ствол ракетницы для стрельбы патронами меньшего калибра.

## Конструкция

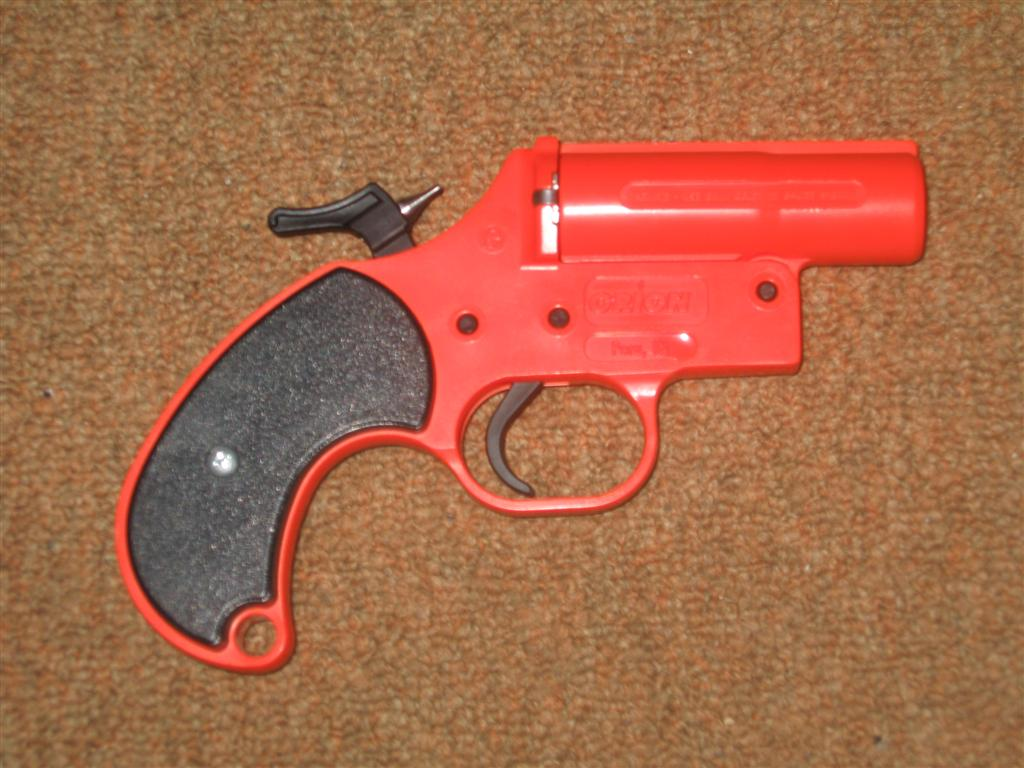
Современный сигнальный пистолет, предназначенный для гражданского использования

Абсолютное большинство сигнальных пистолетов обладают практически одинаковой конструкцией: ствол калибра 26 мм или больше, заряжание осуществляется переломом ствола, ударно-спусковой механизм — курковый. Так как стрельба ракетами не предполагает высокого давления в стволе, то его стенки могут быть тонкими, а сам он — изготовленным из лёгких сплавов или даже пластика.
Ствол сигнальных пистолетов гладкий, весь ствол по всей длине одного диаметра, без перехода от патронника к остальной части ствола.
Сделано это специально, для расширения номенклатуры используемых боеприпасов, что делает ракетницу универсальной для любых типов патронов ее калибра. Дело в том, что пиротехническое снаряжение патронов, в зависимости от назначения, имеет разную величину, почему и гильзы сигнальных патронов делаются разной длины. Внутренний диаметр гильз тоже различен, так как используются и тонкостенные металлические, и более толстостенные картонные гильзы.
Указываемый калибр сигнальных пистолетов — это не внутренний, а наружный диаметр гильзы патрона (не считая, конечно, закраины). Таким образом, калибр наиболее распространенного сигнального пистолета, по охотничьей системе обозначенного как 4-й — 26,5 мм (12-го — 20 мм, 1,5-дюймового — 38 мм). При этом цифры часто округляются, так что 4-й калибр, 26,5 мм, 26 мм — это все одно и то же, так же как и 1,5 дюйма, 38,1 мм, 38 мм. Изредка калибр обозначают по внутреннему диаметру тонкостенной металлической гильзы, соответственно 25 мм и 37 мм

## Модели

### Световые

#### Россия/СССР

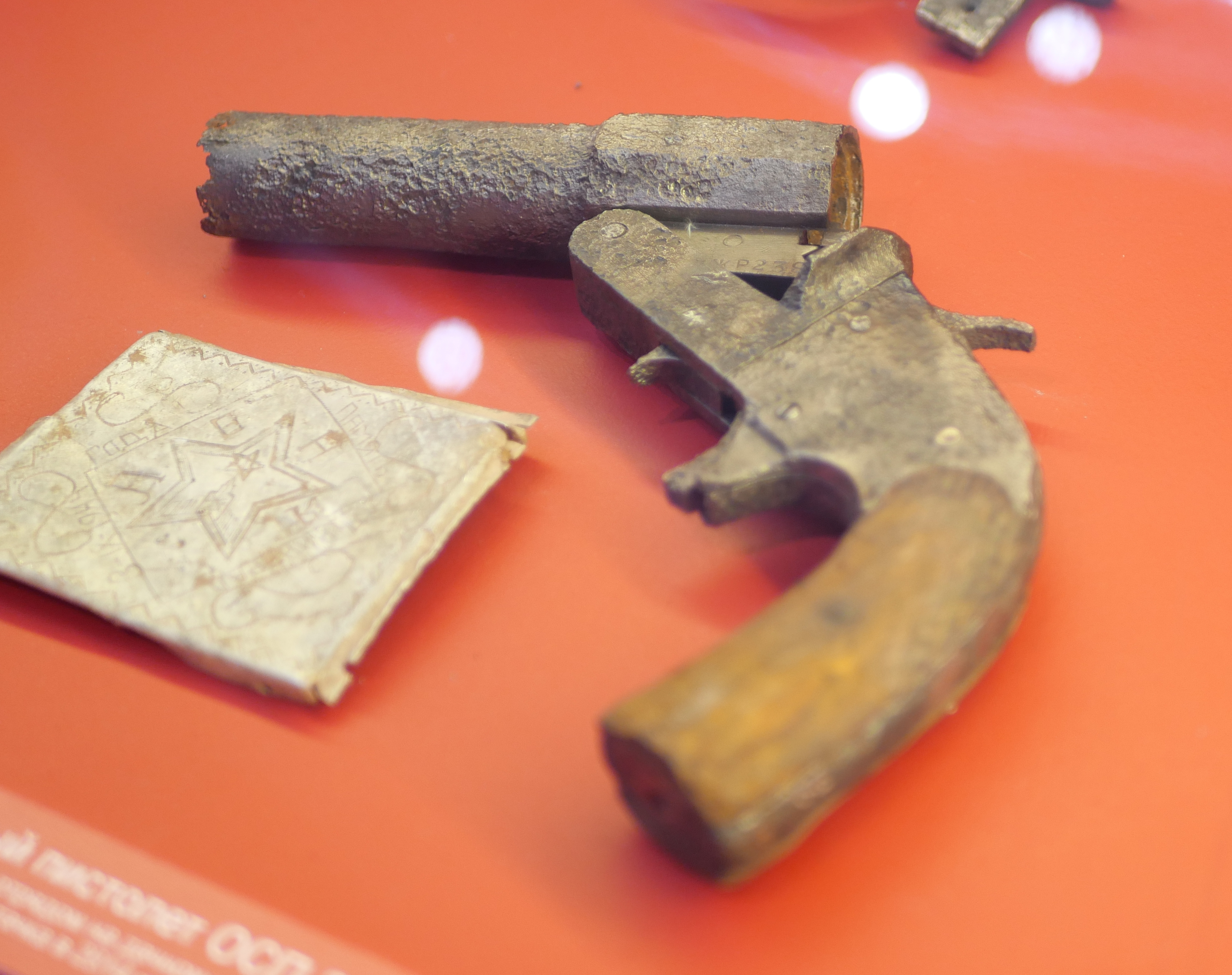
Сигнальный пистолет ОСП-30. Найден поисковым отрядом на дачном участке в районе Невского пятачка в 2014 году. Музей-панорама «Прорыв», 2021

- Вспышечник Пестича
- Ракетница Рдултовского (ОП-26)
- ОСП-30
- Сигнальный пистолет Шпагина
- Сп-81

#### США
- Пистолет Вери
- TBL-37[англ.]
- M-8 Pyrotechnic Pistol
- M2 Pyrotechnic Pistol
- 1944 RF Sedgley Mark 5 Signal pistol

#### Германия
- Hebel Model 1894[англ.]
- HK P2A1
- Leuchtpistole 42[пол.]
- Luftwaffe Flieger-Leuchtpistole
- Walther mod.34[4]
- Walther Model SLD (Signal und Leucht Doppelschuss Model)
- Vierläufige Leuchtpistole[5]

#### Польша
- Pistolet sygnałowy wzór 78

#### Великобритания
- Molins No. 1
- Webley & Scott Mk III[6]
- Webley & Scott No 2 Mk 1

#### Швеция
- Signalpistol 50
- Signalpistol m/18-65

#### Швейцария
- Raketenpistole 17
- Raketenpistole 17/38[7]

#### Франция
- Modele 1918

#### Япония
- Намбу Тип 90
- Тип 10[8]
- Тип 53
- Тип 55

### Стартовые
- Сигнальный пистолет ТТ-С (стартовый)
- МР-371 (стартовый)